# Crataegus dodgei
Crataegus dodgei är en rosväxtart som beskrevs av William Willard Ashe. Crataegus dodgei ingår i Hagtornssläktet som ingår i familjen rosväxter. Utöver nominatformen finns också underarten C. d. dodgei.